# فولفغانغ ديتريش
فولفغانغ ديتريش (بالألمانية: Wolfgang Dietrich)‏ هو رائد أعمال ألماني، ولد في 24 يوليو 1948 في Kernen ‏ في ألمانيا.